# Chloromachia aureofulva
Chloromachia aureofulva är en fjärilsart som beskrevs av W. Warren 1897. Chloromachia aureofulva ingår i släktet Chloromachia och familjen mätare. Inga underarter finns listade i Catalogue of Life.